# Trois-Fontaines-l'Abbaye
 Trois-Fontaines-l'Abbaye é uma comuna francesa na região administrativa de Grande Leste, no departamento de Marne. Estende-se por uma área de 43,71 km², com habitantes, segundo os censos de 1999, com uma densidade de 5 hab/km².